# Greatest Hits (Steely Dan)
Greatest Hits è un album discografico di raccolta del gruppo rock statunitense Steely Dan, pubblicato il 30 novembre 1978.

## Tracce
Lato 1
1. Do It Again – 5:50
2. Reelin' In the Years – 4:35
3. My Old School – 5:45
4. Bodhisattva – 5:18

Lato 2
1. Show Biz Kids – 5:21
2. East St. Louis Toodle-oo – 2:46
3. Rikki Don't Lose That Number – 4:34
4. Pretzel Logic – 4:30
5. Any Major Dude Will Tell You – 3:06

Lato 3
1. Here at the Western World – 4:00
2. Black Friday – 3:39
3. Bad Sneakers – 3:16
4. Doctor Wu – 3:53
5. Haitian Divorce – 5:48

Lato 4
1. Kid Charlemagne – 4:38
2. The Fez – 3:54
3. Peg – 3:54
4. Josie – 4:30